# Arctia boettcheri
Arctia boettcheri är en fjärilsart som beskrevs av Bang-haas 1927. Arctia boettcheri ingår i släktet Arctia och familjen björnspinnare. Inga underarter finns listade i Catalogue of Life.